# Złotniki (powiat kaliski)
Złotniki – wieś w Polsce położona w województwie wielkopolskim, w powiecie kaliskim, w gminie Koźminek.
W latach 1975–1998 miejscowość należała administracyjnie do województwa kaliskiego.